# Kanton Carros
Der Kanton Carros war von 1985 bis 2015 ein französischer Wahlkreis im Arrondissement Grasse, im Département Alpes-Maritimes und in der Region Provence-Alpes-Côte d’Azur. Hauptort (frz.: chef-lieu) war Carros. Vertreter im Generalrat des Départements war zuletzt Antoine Damiani (PS).
Der Kanton war 43,79 km² groß und hatte 16.976 Einwohner (Stand 2012). 

## Gemeinden
Der Kanton bestand aus folgenden drei Gemeinden:
| Gemeinde  | Einwohner Jahr | Fläche km² | Bevölkerungsdichte | Code INSEE | Postleitzahl |
| --------- | -------------- | ---------- | ------------------ | ---------- | ------------ |
| Le Broc   | 1.405 (2013)   | 18,65      | 75 Einw./km²       | 06025      | 06510        |
| Carros    | 11.756 (2013)  | 15,11      | 778 Einw./km²      | 06033      | 06510        |
| Gattières | 4.101 (2013)   | 10,03      | 409 Einw./km²      | 06064      | 06510        |